# Delmas Obou
Delmas Obou (né le 25 octobre 1991 à Treichville en Côte d'Ivoire) est un athlète italien, spécialiste du sprint.

## Biographie
Son meilleur temps sur 100 m. est de 10 s 44 obtenu à Mondovi le 12 juin 2011. Il remporte la médaille d'or du relais 4 × 100 m., en terminant le relais italien en 39 s 05 lors des Championnats d'Europe espoirs à Ostrava le 17 juillet 2011 (record national espoirs). Il est également finaliste du 100 m (5e). Il a été champion d'Italie junior à Pescara et a été sélectionné pour les mondiaux de Moncton.
Le 14 juin 2013, il remporte le titre national espoirs à Rieti, en 10 s 27 (+ 0,6 m/s), record personnel, améliorant son 10 s 35 (+ 2,0 m/s) réalisé en mai à Gavardo. Le 26 juillet 2013 à l'Arena Civica, il remporte son premier titre italien en 10 s 37.
Lors des Relais mondiaux 2015, il fait partie de l'équipe italienne qui établit un temps de 38 s 84 avec Fabio Cerutti, Eseosa Desalu, Diego Marani et Delmas Obou.
Né en Côte d'Ivoire, il est installé en Italie depuis l'âge de sept ans, d'abord à Collesalvetti puis à Pise. Il est entraîné par Carlo Bastianini. Il fait partie du club sportif des Fiamme Gialle (garde des finances, un corps militaire).